# 不空如來藏
不空如來藏（梵語：aśūnya-tathāgatagarbha），大乘佛教術語，是二如來藏（Tathāgatagarbha）之一，出自《勝鬘經》。
《勝鬘經》中將如來藏分為空如來藏和不空如來藏：空如來藏面对无明（烦恼）又离开又不离开，偏向于离开；不空如來藏不离开一切的佛法与佛法修持结果。
窺基（632年—682年）认为不空如来藏得名于它包含了一切的无漏法的种子与现行。
清凉澄觀（737年—838年）谨慎地描述了与窥基类似的观点，并说明空如来藏和不空如来藏这两个意思，是一个意思，但有必要用两个名字来解释清楚。
永明延寿（904年—976年）引用并赞同了清凉澄观的上述观点，在引用的过程中，句式变化而显示出“不空如來藏是真心”的观点。